# Ligne d'Olot à Gérone
La ligne d'Olot à Gérone, ou plus généralement le train d'Olot ou El Carrilet, était une ligne de chemin de fer reliant les villes de Gérone et Olot . Il s'agit actuellement d'une voie verte adaptée aux piétons et aux vélos, appelée route du Carrilet I, du Consortium des voies vertes de Gérone. C'était une ligne de 54,8 kilomètres de long en à écartement métrique (1 000 mm). La ligne suivait les rives des rivières Ter, Brugent et Fluvià et le parc volcanique de la Garrotxa jusqu'à arriver à Olot.

## Historique

### Chronologie
- 1883: La concession du chemin de fer d'Olot à Gérone est accordée à Domènec Puigoriol.
- 1893: The Olot and Gerona Railways Co. Ltd. commence les travaux de la ligne.
- 1895: Finalisation du tronçon de 22 kilomètres, Salt - Amer.
- 1898: Achèvement du tronçon de 3 km, Gérone - Salt.
- 1900: Ouverture du tronçon de 3 km, Amer - les Planes d'Hostoles.
- 1902: Fin des travaux sur le trançon de 11 km, Planes - Sant Feliu de Pallerols.
- 1911: Achèvement des tronçons, Sant Feliu de Pallerols - Sant Esteve d'en Bas et Sant Esteve d'en Bas - Olot, respectivement de 10 et 8 km.
- 1911: Inauguration de la ligne de chemin de fer.
- 1963: L'entreprise publique, Feve reprend la ligne de chemin de fer.
- 1969: Fermeture de la ligne.

### Histoire
La ligne a été ouverte en 1911, les travaux ont commencé en 1893 menés par la société anglaise The Olot and Gerona Railways Co. Ltd auquel Domènec Puigoriol avait cédé la concession qui lui avait été accordée en 1883. Plus tard, le siège à Londres a été transféré à Barcelone pour devenir la Compagnie du Chemin de Fer d'Olot à Gérone (ca),. La ligne a été transférée à Feve en 1963, une entreprise qui ne maintenait que les lignes urbaines de la région métropolitaine de Barcelone, Feve a fermé la ligne en 1969, ainsi que la ligne Gérone - Sant Feliu de Guíxols, entre autres,.

## Dans la culture
- Dicton populaire: «El tren d'Olot surt quan vol i arriba quan pot» ce qui signifie en français: «Le train d'Olot part quand il veut et arrive quand il peut».
- Une chanson du Grup de Folk (ca) devenue populaire dans les années 1970 fait référence au chemin de fer: «Se'n va el tren d'Olot fent xup, xup, se'n va el tren d'Olot. Surt quan vol i arriba quan pot; fent xup, xup, se'n va el tren d'Olot»[3].
- Documentaire El Tren d'Olot (2011) pour célébrer le centenaire de l'inauguration, réalisé par l'Association des Amis du Train d'Olot-Girona et la société de production audiovisuelle ZEBA[5].
- Exposition commémorative à Can Trincheria, Olot[5].
- Show «Documents et photographies de la vie de notre Carrilet à Olot» de l'Association des Amis Collectionneurs de la Garrotxa dans la salle Sant Ferriol à Olot[5].
- Exposition collective « Peintures du train d'Olot » à la galerie d'art Les Voltes d'Olot[5].
- Exposition de la locomotive 22 du train d'Olot dans la cour des religieuses de la Résidence del Tura d'Olot[5].